# Distribució beta prima
En teoria de la probabilitat i en estadística, la distribució beta prima (també coneguda com la distribució beta invertida, distribució beta de segona classe o distribució beta II) es una distribució de probabilitat absolutament contínua definida per {\displaystyle x>0} amb dos paràmetres, α i β, que té la funció de densitat de probabilitat:
{\displaystyle f(x)={\begin{cases}{\frac {x^{\alpha -1}(1+x)^{-\alpha -\beta }}{B(\alpha ,\beta )}}&{\text{ si }}x>0\\0&{\text{ sinó.}}\end{cases}}}
on B és la funció beta.
La funció de distribució acumulada (FD) és
{\displaystyle F(x;\alpha ,\beta )=I_{\frac {x}{1+x}}\left(\alpha ,\beta \right),}
on I és la funció beta incompleta regularitzada.
El valor esperat, la variància i altres detalls de la distribució es donen en la taula de la dreta; per {\displaystyle \beta >4}, l'excés de curtosi és
{\displaystyle \gamma _{2}=6{\frac {\alpha (\alpha +\beta -1)(5\beta -11)+(\beta -1)^{2}(\beta -2)}{\alpha (\alpha +\beta -1)(\beta -3)(\beta -4)}}}.
Si bé la distribució beta relacionada és la distribució a prior conjugada del paràmetre d'una distribució de Bernoulli s'expressa com una probabilitat, la distribució de beta prima és la distribució a prior conjugada del paràmetre d'una distribució de Bernoulli expressada en oportunitats. La distribució és una distribució de Pearson de tipus VI.
La moda d'una variable aleatòria X distribuïda com {\displaystyle \beta '(\alpha ,\beta )} és {\displaystyle {\hat {X}}={\frac {\alpha -1}{\beta +1}}}.
La seva mitjana és {\displaystyle {\frac {\alpha }{\beta -1}}} si {\displaystyle \beta >1} (si {\displaystyle \beta \leq 1}, la mitjana és infinita, és a dir que no té ben definida la mitjana).
La seva variància és {\displaystyle {\frac {\alpha (\alpha +\beta -1)}{(\beta -2)(\beta -1)^{2}}}} si {\displaystyle \beta >2}.
Per {\displaystyle -\alpha <k<\beta }, el k-è moment {\displaystyle E[X^{k}]}està donat per
{\displaystyle E[X^{k}]={\frac {B(\alpha +k,\beta -k)}{B(\alpha ,\beta )}}.}
Per {\displaystyle k\in \mathbb {N} } amb {\displaystyle k<\beta ,} queda simplificat a
{\displaystyle E[X^{k}]=\prod _{i=1}^{k}{\frac {\alpha +i-1}{\beta -i}}.}
La funció de distribució acumulada també es pot escriure
{\displaystyle F(x)={\begin{cases}{\frac {x^{\alpha }\cdot _{2}F_{1}(\alpha ,\alpha +\beta ,\alpha +1,-x)}{\alpha \cdot B(\alpha ,\beta )}}&{\text{ si }}x>0\\0&{\text{ sinó.}}\end{cases}}}
on {\displaystyle {}_{2}F_{1}} és la funció hipergeomètrica de Gauss ₂F1 .
La seva equació diferencial és:
{\displaystyle \left(x^{2}+x\right)f'(x)+f(x)(-\alpha +\beta x+x+1)=0,\qquad f(1)={\frac {2^{-\alpha -\beta }}{B(\alpha ,\beta )}}}

## Generalització
Es poden afegir dos paràmetres més per a formar la distribució beta prima generalitzada.
- {\displaystyle p>0} forma (real)
- {\displaystyle q>0} escala (real)

que té la funció de densitat de probabilitat
{\displaystyle f(x;\alpha ,\beta ,p,q)={\frac {p{\left({\frac {x}{q}}\right)}^{\alpha p-1}\left({1+{\left({\frac {x}{q}}\right)}^{p}}\right)^{-\alpha -\beta }}{qB(\alpha ,\beta )}}}
amb mitjana
{\displaystyle {\frac {q\Gamma (\alpha +{\tfrac {1}{p}})\Gamma (\beta -{\tfrac {1}{p}})}{\Gamma (\alpha )\Gamma (\beta )}}\quad {\text{si }}\beta p>1}
i moda
{\displaystyle q\left({\frac {\alpha p-1}{\beta p+1}}\right)^{\tfrac {1}{p}}\quad {\text{si }}\alpha p\geq 1}
Si una variable aleatòria X segueix una distribució beta prima generalitzada, s'anotarà {\displaystyle X\sim \beta ^{'}(\alpha ,\beta ,p,q)}.
Si p=q=1, llavors la distribució beta prima generalitzada és igual a la distribució beta prima estàndard.

## La distribució gamma composta
La distribució gamma composta és la generalització de la distribució beta prima quan el paràmetre d'escala q, s'afegeix, però on p = 1. Es diu així perquè està format per la combinació de dues distribucions gamma:
{\displaystyle \beta '(x;\alpha ,\beta ,1,q)=\int _{0}^{\infty }G(x;\alpha ,p)G(p;\beta ,q)\;dp}
on G(x;a,b) és la distribució gamma amb una forma i escala inversa b. Aquesta relació es pot utilitzar per generar variables aleatòries amb una distribució gama composta o amb una distribució beta prima.
La moda, la mitjana i la variància de la distribució gama composta poden ser obtingudes multiplicant la moda i la mitjana que apareixen a la taula del principi per q i la variància per q².

## Propietats
- Si {\displaystyle X\sim \beta '(\alpha ,\beta )} llavors {\displaystyle {\tfrac {1}{X}}\sim \beta '(\beta ,\alpha )}.
- Si {\displaystyle X\sim \beta '(\alpha ,\beta ,p,q)} llavors {\displaystyle kX\sim \beta '(\alpha ,\beta ,p,kq)}.
- {\displaystyle \beta '(\alpha ,\beta ,1,1)=\beta '(\alpha ,\beta )}

## Distribucions relacionades i propietats
- Si {\displaystyle X\sim F(2\alpha ,2\beta )}, llavors {\displaystyle X\sim \beta '(\alpha ,\beta ,1,{\tfrac {\alpha }{\beta }})}, o de forma equivalent, {\displaystyle {\tfrac {\alpha }{\beta }}X\sim \beta '(\alpha ,\beta )}
- Si {\displaystyle X\sim {\textrm {Beta}}(\alpha ,\beta )}, llavors {\displaystyle {\frac {X}{1-X}}\sim \beta '(\alpha ,\beta )}
- Si {\displaystyle X\sim \Gamma (\alpha ,1)} i {\displaystyle Y\sim \Gamma (\beta ,1)} són independents, llavors {\displaystyle {\frac {X}{Y}}\sim \beta '(\alpha ,\beta )}.
- Parametrització 1: Si {\displaystyle X_{k}\sim \Gamma (\alpha _{k},\theta _{k})} són independents, llavors {\displaystyle {\tfrac {X_{1}}{X_{2}}}\sim \beta '(\alpha _{1},\alpha _{2},1,{\tfrac {\theta _{1}}{\theta _{2}}})}
- Parametrització 2: Si {\displaystyle X_{k}\sim \Gamma (\alpha _{k},\beta _{k})} són independents, llavors {\displaystyle {\tfrac {X_{1}}{X_{2}}}\sim \beta '(\alpha _{1},\alpha _{2},1,{\tfrac {\beta _{2}}{\beta _{1}}})}
- {\displaystyle \beta '(p,1,a,b)={\textrm {Dagum}}(p,a,b)} és la distribució de Dagum.
- {\displaystyle \beta '(1,p,a,b)={\textrm {SinghMaddala}}(p,a,b)} és la distribució de Singh-Maddala.
- {\displaystyle \beta '(1,1,\gamma ,\sigma )={\textrm {LL}}(\gamma ,\sigma )} és la distribució log-logística.
- La distribució beta prima és un cas especial de la distribució de Pearson de tipus VI.
- La distribució de Pareto de tipus II està relacionada amb la distribució beta prima.
- La distribució de Pareto de tipus IV està relacionada amb la distribució beta prima.
- La distribució de Dirichlet invertida és una generalització de la distribució beta prima.